# Dunklin County
Dunklin County är ett administrativt område i delstaten Missouri, USA, med 31 953 invånare. Den administrativa huvudorten (county seat) är Kennett.

## Geografi
Enligt United States Census Bureau har countyt en total area på 1 417 km². 1 414 km² av den arean är land och 3 km² är vatten.

### Angränsande countyn
- Stoddard County - nord
- New Madrid County - nordost
- Pemiscot County - öst
- Mississippi County, Arkansas - sydost
- Craighead County, Arkansas - syd
- Greene County, Arkansas - sydväst
- Clay County, Arkansas - väst
- Butler County - nordväst

### Orter
- Arbyrd
- Campbell
- Cardwell
- Clarkton
- Holcomb
- Hornersville
- Kennett (huvudort)
- Malden
- Senath